# 骆耕漠
骆耕漠（1908年10月18日—2008年9月12日），原名丁士通，曾用名李政、李百蒙，男，浙江临安（原於潛县）人，中国经济学家，中国科学院哲学社会科学学部委员、中国社会科学院荣誉学部委员。

## 生平
骆耕漠出生于浙江潛。幼时被过继给三姑家抚养。早年先后就读于于潜县立高等小学、浙江省立甲种商业学校。 后曾参加北伐战争，四·一二事件后被捕入狱，关押在杭州小车桥浙江陆军监狱。约1934年在上海《中华日报》上发表《美亚工潮始末》社会调查报告时启用“骆耕漠”这一笔名。1936年前往上海，在上海中国经济情报社任专职编辑并开始从事经济学研究。抗日战争与国共内战期间担任过浙江省委文委书记、新四军财经部副部长等职。
中华人民共和国成立后，历任政务院华东区财经委员会秘书长、副主任，国家计划委员会副主任等。1955年当选中国科学院哲学社会科学学部委员。1981年出任中国社会科学院顾问。2006年中国社会科学院授予其终身荣誉学部委员称号。
2008年9月在北京逝世。

## 家庭
父亲丁步松，养父母李克昌、丁淑梅（三姑姑）。其胞弟之一为中华人民共和国外交官丁浩。儿子骆一禾为诗人，1989年去世。